# David Fray
David Fray (ur. 24 maja 1981 w Tarbes) – francuski pianista wykonujący muzykę klasyczną. Laureat „Jeune soliste de l’année 2004” – najważniejszej nagrody przyznawanej przez francuskojęzyczne stacje radiowe, „Feydeau de Brou Saint Paul”, „Révélation classique” (nagroda i grant ADAMI – Administration des Droits des Artistes et Musiciens). W roku 2008 BBC Music Magazine przyznało mu tytuł Newcomer of the Year. W tym samym roku niemiecko-francuska stacja telewizyjna ARTE przygotowała o nim godzinny film dokumentalny (reżyseria Bruno Monsaingeon) zatytułowany „Swing, Sing & Think. David Fray Records J.S. Bach”, który nakładem Virgin Classics ukazał się również na DVD. Przez krytyków porównywany do Glenna Goulda nie tyle za sprawą zbliżonego sposobu artykulacji, ale „gry ciała”. Fray gra w pozycji nisko pochylonej nad instrumentem, nuci podobnie jak Gould i ma podobną mimikę do kanadyjskiego artysty.

## Wybrana dyskografia
- Schubert: Fantasia in C Major/Lieder Transcriptions/Sonata / David Fray (Atma 2006)
- Bach: Partita in D major; French Suite BWV 812 in B minor / Boulez: Douze Notations pour piano; „Incises” / David Fray (Virgin Classics 2007)
- Bach: Keyboard Concertos BWV 1052, 1055, 1056 & 1058 / David Fray, Die Deutsche Kammerphilharmonie Bremen (Virgin Classics 2008)
- Swing, Sing & Think. David Fray Records Bach / A film by Bruno Monsaingeon (Virgin Classics DVD 2008)
- Schubert: Impromptus Op.90, Moments Musicaux, Allegretto in C minor / David Fray (Virgin Classics 2009)
- Mozart: Piano Concertos 22 & 25 / David Fray, Philharmonia Orchestra, Jaap van Zweden (Virgin Classics 2010)
- David Fray Records Mozart – Piano Concertos Nos.22 & 25 / A film by Bruno Monsaingeon (Virgin Classics DVD 2011)
- Bach: Partitas Nos. 2 & 6, Toccata BWV 911 / David Fray (Virgin Classics 2013)
- Schubert: Sonata in G D894 ‘Fantasie’, the Hungarian Melody D817, the Fantasia in F minor D940, and the towering Allegro in A minor D947, ‘Lebensstürme’ (‘Storms of Life’) / David Fray, duets with Jacques Rouvier (Virgin Classics 2015)[5]